# EUMETNET

EUMETNET es una organización internacional creada en 1995, cuyo objetivo es asegurar y facilitar la cooperación entre los servicios meteorológicos nacionales de Europa.
Ejemplos de coordinación por parte de Eumetnet son el programa E-ASAP, que organiza tareas de radiosondeo desde barcos para medir la estructura vertical de los mares y la atmósfera, y E-AMDAR, que establece tareas de recogida y distribución de observaciones de viento y temperatura.

## Miembros
A principios de 2019, Eumetnet está formada por 31 miembros:
1. Alemania: Servicio Meteorológico Alemán (Deutscher Wetterdienst, DWD)
2. Austria: Instituto Central de Meteorología y Geodinámica (Zentralanstalt für Meteorologie und Geodynamik, ZAMG)
3. Bélgica: Real Instituto Meteorológico (en francés: Institut royal météorologique, IRM; en neerlandés: Koninklijk Meteorologisch Instituut, KMI; en alemán: Königliche Meteorologische Institut; KMI)
4. Croacia: Servicio Meteorológico e Hidrológico (Državni hidrometeorološki zavod, DHMZ)
5. Chipre: Servicio Meteorológico de Chipre (Τμήμα Μετεωρολογίας)
6. República Checa: Instituto Hidrometeorológico Checo (Český hydrometeorologický ústav, ČHMÚ)
7. Dinamarca: Instituto Meteorológico de Dinamarca (Danmarks Meteorologiske Institut, DMI)
8. Eslovaquia: Instituto Hidrometeorológico Eslovaco (Slovenský hydrometeorologický ústav, SHMÚ)
9. Eslovenia: Agencia del Medio Ambiente de la República de Eslovenia (Agencija Republike Slovenije za okolje, ARSO)
10. España: Agencia Estatal de Meteorología (AEMET)
11. Estonia: Servicio Meteorológico Estatal (Riigi Ilmateenistus)
12. Finlandia: Instituto Meteorológico (en finés: Ilmatieteen laitos; en sueco: Meteorologiska institutet)
13. Francia: Météo-France
14. Grecia: Servicio Meteorológico Nacional (Εθνική Μετεωρολογική Υπηρεσία, ΕΜΥ)
15. Hungría: Servicio Meteorológico Nacional (Országos Meteorológiai Szolgálat, OMSZ)
16. Islandia: Oficina Meteorológica de Islandia (Veðurstofa Íslands)
17. Irlanda: Servicio Meteorológico de Irlanda (en inglés: Irish Meteorological Service; Seirbhís Náisiúnta Meitéareolaíochta na hÉireann; abreviadamente, Met Éireann)
18. Italia: Servicio Meteorológico de la Aeronáutica Militar (Servizio meteorologico dell'Aeronautica Militare)
19. Letonia: Centro de Medio Ambiente, Geología y Meteorología de Letonia (Latvijas Vides, ģeoloģijas un meteoroloģijas centrs, LVĢMC)
20. Luxemburgo: MeteoLux
21. Macedonia del Norte: Administración Hideometeorológica (Управа за хидрометеоролошки работи, УХМР)
22. Malta: Oficina Meteorológica del Aeropuerto Internacional de Malta
23. Montenegro: Instituto de Hidrometeorología y Sismología (Zavod za hidrometeorologiju i seizmologiju, ZHMS)
24. Noruega: Instituto Meteorológico (Meteorologisk institutt)
25. Países Bajos: Real Instituto Meteorológico de los Países Bajos (Koninklijk Nederlands Meteorologisch Instituut, KNMI)
26. Polonia: Instituto de Meteorología y Administración del Agua (Instytut Meteorologii i Gospodarki Wodnej, IMGW)
27. Portugal: Instituto Portugués del Mar y de la Atmósfera (Instituto Português do Mar e da Atmosfera, IPMA)
28. Reino Unido: Met Office
29. Serbia: Servicio Hidrometeorológico de la República de Serbia (Републички Хидрометеоролошки завод Србије, РХМЗ)
30. Suecia: Instituto Meteorológico e Hidrológico de Suecia (Sveriges meteorologiska och hydrologiska institut, SMHI)
31. Suiza: Oficina federal de Meteorología y Climatología (abreviadamente, en alemán: MeteoSchweiz; en francés: MeteoSuisse; en italiano: MeteoSvizzera)

## Funcionamiento
EUMETNET opera varios programas y proyectos para mejorar la recopilación, procesamiento y distribución de datos meteorológicos en Europa. Algunos de sus programas notables incluyen:
- E-ASAP: Este programa se enfoca en el uso de radiosondas lanzadas desde barcos para recopilar datos sobre la estructura vertical de la atmósfera y los mares.
- E-AMDAR: Este programa se centra en la recopilación y distribución de observaciones de viento y temperatura de aeronaves en vuelo.
- OPERA: Un proyecto de observaciones oceanográficas que busca mejorar la comprensión y predicción del clima marino en Europa.
- MétéoMarine: Un proyecto conjunto con Météo-France para proporcionar pronósticos meteorológicos marinos precisos y oportunos.